# Mille-Colonnes

Les Mille-Colonnes était un établissement très renommé, fondé en 1833 dans la rue de la Gaîté, située alors peu au-delà des barrières de Paris. Il devient parisien lors de l'agrandissement de Paris effectif début janvier 1860. Son adresse exacte est 20 rue de la Gaîté.
Les prestations du lieu sont multiples et diverses : restaurant, café, bal avec une grande salle utilisée aussi pour des réunions et banquets politiques ou autres. Durant l'année 1907, création d'un cinéma, qui fonctionne jusqu'à fin novembre 1930. L'établissement des Mille-Colonnes disparaît par la suite. Les réunions qui s'y tenaient pouvaient rassembler jusqu'à 2 000 participants.  
Un complexe de salles de cinéma construit sur l'emplacement des Mille-Colonnes reprend brièvement son nom durant la première année de son activité en 1976-1977. Devenu le Cinévog-Montparnasse, il réduit ses activités à partir de 1988. Fermé en avril 1991, puis démoli, il voit s'élever à sa place un hôtel-restaurant. 
Rue de la Gaîté, aucune trace des Mille-Colonnes n'apparaît plus aujourd'hui.

## Le nom desMille-Colonnes
Le nom des Mille-Colonnes pris par l'établissement de la rue de la Gaité n'est pas original. Il a été également pris par divers autres restaurants ou cafés de France et Belgique, certains toujours en activité. Dans l'un d'entre eux, le café des Mille-Colonnes, situé au Palais-Royal à Paris, fondé en 1807, travaillait la « Belle Limonadière », célèbre pour sa beauté. En 1837, Balzac en parle dans son roman César Birotteau. Un autre café parisien des Mille-Colonnes existait en 1862-1863 boulevard du Temple. Les Mille Colonnes était également le nom du Casino de Saint-Nazaire.

## LesMille-Colonnesde 1833 à fin 1859

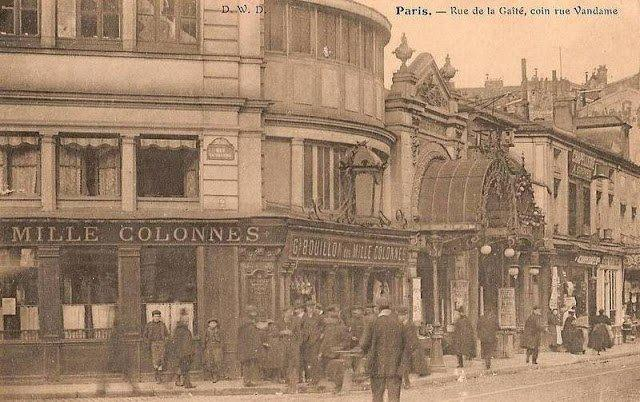
Les Mille-Colonnes vers 1900.

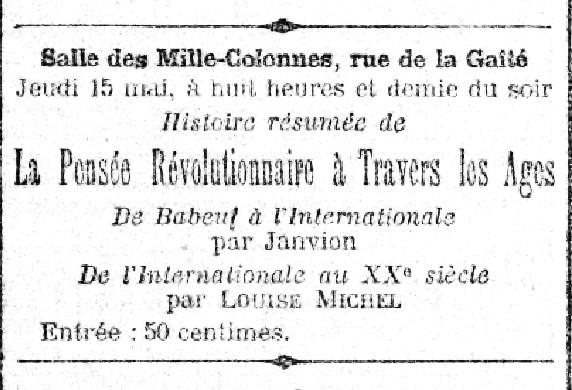
Une réunion politique en 1902 aux Mille-Colonnes avec Louise Michel.

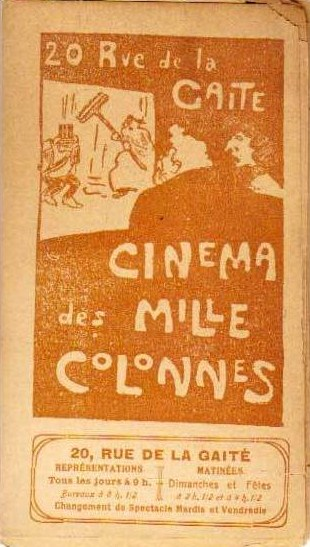
Une publicité pour le Cinéma des Mille-Colonnes.

Émile de Labédollière écrit fin 1859 :
Dans la même rue (de la Gaîté) se dessine une porte monumentale, qu'une toiture chinoise, étincelantes de briques multicolores, surmonte en manière de fronton. Sur le pignon, une Vénus danse en s'accompagnant au tambour de basque. Sous le cintre de la porte, derrière la grille d'entrée, verdoient les massifs d'un jardin. Aux deux côtés, dans des niches ouvragées, de petits amours tiennent des torches. Au-dessus d'eux sont placés en cariatides des amours joufflus, au sourire narquois ; l'un pince de la lyre ; l'autre joue de la flûte ; un troisième chante dans un mirliton. D'un côté du portique est un restaurant, de l'autre un café ; tous deux sont réunis par un pont jeté derrière le portique, et fermé par des vitraux de couleurs.
C'est l'établissement des Mille-Colonnes, dirigé par Constant père et fils. Le père était un simple ouvrier forgeron, qui, après avoir gagné quelque argent dans ce rude métier, chercha une occupation plus agréable et plus lucrative. Il prit pour architecte Duquesney, qui éleva rue de la Gaité, en 1833, un édifice dans le style italien, d'une architecture svelte et légère. Le vestibule, avec son double escalier, est un des plus beaux que nous connaissions. Cette construction consolida la réputation de Duquesney, auquel fut confié, comme nous l'avons dit, l'exécution de la gare de Strasbourg.
De 1857 à 1859, de grandes améliorations ont été apportées à l'établissement des Mille-Colonnes, sous la direction d'Edmond Plaine. La salle qui sert aux bals d'hiver et aux banquets a été peinte à fresque par MM. Arban et Gagnères. Les murailles et le plafond sont garnis de treillages sur lesquels serpentent des feuilles et des fleurs, et dans la voussure qui fait face à l'orchestre, une nymphe aux formes gracieuses, qui joue du triangle, semble sortie des mains de  Prud'hon.
Avant que cette salle fut si richement décorée, dans les premiers temps des Mille-Colonnes, des amateurs de danse qui voulaient faire une concurrence au Bal Chicard, organisèrent chez Constant le Bal des gigoteuses. Le second était une exagération du premier ; dans l'un, lesc toilettes étaient fraîches et légères ; dans l'autre, les corsages montaient et les jupes descendaient le moins possible ; des pas qui paraissaient risqués aux Vendanges de Bourgogne étaient presque modestes aux Mille-Colonnes. Les rédacteurs des programmes de chaque fête le bourraient de tant de gaudrioles, que la police hésitait toujours à donner l'autorisation indispensable. Un jour elle la refusa, et dès lors les excentricités chorégraphiques furent bannies du bal Constant. C'est un de ces bals où se confondent plusieurs classes et plusieurs catégories : le bourgeois y coudoie l'ouvrier ; et à côté de femmes de mœurs faciles, de respectables mères de famille sont assises, tandis que leurs enfants jouent autour de l'espace réservés aux danses, et forment entre eux des quadrilles en miniatures. Dans les belles soirées d'été, plus encore qu'en hiver, le bal Constant offre un spectacle de joie et d'animation. Un puissant orchestre, conduit par Florentin, emplit les oreilles et suscite, pour ainsi dire, des fourmillements dans les muscles fémoraux des moins ingambes. Les musiciens sont rangés sur une estrade, dont le soubassement surgit du milieu d'une corbeille de fleurs ; derrière eux, le plan incliné du kiosque où ils sont placés est soutenu par deux rangs de colonnes inégales ; un lustre illumine les musiciens, et ses clartés, mêlées à celle des girandoles de gaz, se projettent sur la foule pétulante et rieuse.
La maison des Mille-Colonnes, une fois incorporée à Paris, a voulu se mettre à la hauteur du Paris nouveau. Dans les derniers jours de 1859, des terrains et dépendances étaient achetés à droite et à gauche pour être ajoutés au bal et au jardin. Les Mille-Colonnes opéraient aussi leur annexion ; elles s'agrandissaient d'un vaste estaminet annexé au restaurant primitif par le pont jeté sur le jardin. Le jardin lui-même était augmenté du double, embelli de plantations et massifs, étincelant de jets de lumière.
Edmond Plaine a su compléter le projet de Duquesney ; il a compris qu'en touchant à l'œuvre de son prédécesseur, il devait, sans en détruire l'harmonie, en continuer le bon goût et l'heureuse perspective. Aussi quelques centaines de mille francs ont été dépensés pour satisfaire le public qui devient chaque jour plus exigeant ; mais qu'importe une audace de plus à des hommes intelligents qui sont de leur siècle et qui ne reculent devant aucun risque quand il s'agit de conquérir la vogue de gré ou de force, et de marcher avec le progrès, notre souverain à tous ?

## LesMille-Colonnesen 1899
Un Guide des plaisirs de Paris écrit, en 1899 :
Le Bal des Mille-Colonnes, vu la modicité des prix, attire le voyou de l'avenue du Maine et du boulevard de Grenelle ; mais cette fois, c'est le voyou bien mis, qui a quitté la casquette pour le chapeau rond, et la blouse pour la veste, et se mêle ainsi plus aisément à la foule des garçons blanchisseurs, des garçons bouchers et coiffeurs, qui composent la clientèle ordinaire de ce bal.

## Le cinéma desMille-Colonnes
Durant l'année 1907 vient s'ajouter au restaurant-dancing des Mille-Colonnes un cinéma de 500 places baptisé Les Mille-Colonnes. Il est installé dans un bâtiment pourvu d'une rotonde. Le cinéma disparaît fin novembre 1930.  
En 1976, un complexe de quatre salles construit à l'emplacement du restaurant reprend le nom des Mille-Colonnes. Il change d'appellation en 1977 et devient le Cinévog-Montparnasse. Une salle supplémentaire est ajoutée en 1983.
À partir de 1988, ce complexe de salles spécialisées dans les films pornographiques réduit progressivement son activité . Pour finir par disparaître en avril 1991. Il est par la suite démoli et un hôtel-restaurant prend sa place. C'est le bâtiment qu'on peut voir actuellement dans la rue de la Gaité.

## Date de la disparition du bal desMille-Colonnes
En 1910, le Marquis de Rochegude, indique qu'au N°20 de la rue de la Gaîté se trouve le « Cinéma des Mille Colonnes, Ancien Bal des Mille Colonnes... À côté se trouve Bobino (Music Hall) »...  Ce qui laisse supposer qu'à cette date le bal a disparu. Le Cinéma des Mille Colonnes se partageant la même adresse avec le Music Hall Bobino. 

## Sources
- Émile de Labédollière Le Nouveau Paris Gustave Barba Libraire-Éditeur, Paris 1860, pp. 221-222.
- Marquis de Rochegude Promenade dans toutes les Rues de Paris par arrondissements, Origine des rues, Maisons historiques ou curieuses, Anciens et nouveaux hôtels, Enseignes : XIVe Arrondissement, Librairie Hachette et Cie, Paris 1910, p.30.
- Site Internet Ciné-Façades, En activité, fermées ou disparues... hommage aux salles de cinémas !